# 格陵兰 (巴巴多斯)
格陵兰（Greenland）是加勒比海岛国巴巴多斯东海岸上的一座内陆城镇，行政上由圣安德鲁区（首府）管辖，位于芒特斯泰普尼和贝尔普兰之间。海拔高度1米，2012年人口508人。